# Società Aeroporto di Busto
La Società Aeroporto di Busto S.p.A. era una azienda italiana che venne costituita con l'obiettivo di costruire nel nord dell'Italia un grande aeroporto intercontinentale.

## Storia
Sfruttando quello che rimaneva della pista di Malpensa, con lo scopo di assicurare alla regione Lombardia ed in particolare alla Provincia di Varese e a tutto l'Altomilanese, la possibilità di inserirsi nei collegamenti aerei che faticosamente andavano riprendendo all'indomani del Secondo Conflitto Mondiale, il 22 maggio 1948 veniva costituita a Busto Arsizio la società per azioni "Aeroporto di Busto". I soci fondatori furono il Comm. Giovanni Rossini, che assunse la carica di Presidente, l'Ing. Pietro Tosi, che venne nominato Consigliere Delegato, il ministro della difesa Cipriano Facchinetti, il Cav. del lavoro Benigno Airoldi, Ettore Rossi, Pier Francesco Binaghi, Rinaldo Martegani, Guido Sironi, Carlo Comerio, Ersilio Confalonieri, Giovanni Maria Cornaggia Medici, l'ing. Alessandro Pozzi,  l'On. Enrico Tosi ed il conte Leonardo Bonzi. La Società avviò immediatamente una serie d'interventi, che nel giro di breve tempo diedero vita a quello che nei decenni successivi diventerà il secondo aeroporto italiano per importanza ed uno dei più trafficati in Europa e nel mondo, l'aeroporto di Milano Malpensa. Il 21 novembre 1948 infatti, con l'atterraggio di un quadrimotore Breda-Zappata, il nuovo aeroporto cominciò a funzionare. Con l'entrata nel capitale sociale del Comune e della Provincia di Milano, con quote via via sempre più rilevanti, il 12 maggio 1955 l'assemblea degli azionisti deliberò la modifica della denominazione sociale in "Società Esercizi Aeroportuali - S.E.A." e di trasferire la sede legale da Busto Arsizio a Milano.